# The Young and the Hopeless (singel)
The Young and the Hopeless – czwarty singel Good Charlotte z ich drugiego albumu The Young and the Hopeless. Klip był nagrywany w pokoju z nagrodami, jego reżyserią zajęli się bracia Madden razem z Samem Eriksonem.

## Lista utworów
1. Hold On
2. Girls And Boys (Abbey Road Sessions Version)
3. My Old Man (Abbey Road Sessions Version)
4. Hold On (Video Version)